# Liste des aéroports les plus fréquentés en Ukraine
Cet article dresse une liste des aéroports les plus fréquentés en Ukraine . 

## En graphique
Pour des raisons techniques, il est temporairement impossible d'afficher le graphique qui aurait dû être présenté ici.

Voir la requête brute et les sources sur Wikidata.

## Année 2018
| Rang  | Aéroport                                  | Ville           | Code (IATA/ICAO) | Passagers 2017 | Passagers 2018 | Evolution |
| ----- | ----------------------------------------- | --------------- | ---------------- | -------------- | -------------- | --------- |
| 1.    | Aéroport de Kiev Boryspil                 | Kiev            | KBP/UKBB         | 10 554 757     | 12 603 000     | 19.5%     |
| 2.    | Aéroport international de Kiev (Jouliany) | Kiev            | IEV/UKKK         | 1 851 700      | 2 812 300      | 51.9%     |
| 3.    | Aéroport international de Lviv            | Lviv            | LWO/UKLL         | 1 080 000      | 1 598 700      | 48.0%     |
| 4.    | Aéroport international d'Odessa           | Odessa          | ODS/UKOO         | 1 228 102      | 1 446 521      | 17,7%     |
| 5.    | Aéroport international de Kharkiv         | Kharkiv         | HRK/UKHH         | 806 200        | 961 500        | 19.3%     |
| 6.    | Aéroport international de Zaporijjia      | Zaporijjia      | OZH/UKDE         | 348 438        | 400 326        | 14.9%     |
| 7.    | Aéroport international de Dnipro          | Dnipro          | DNK/UKDD         | 276 954        | 299 250        | 8%        |
| 8.    | aéroport international de Kherson         | Kherson         | KHE/UKOH         | 105 900        | 150 100        | 41.7%     |
| 9.    | Ivano-Frankivsk                           | Ivano-Frankivsk | IFO/UKLI         | 110 000        | 112 607        | 2,4%      |
| 10.   | Tchernivtsi                               | Tchernivtsi     | CWC/UKLN         | 48 211         | 73 075         | 51.5%     |
| 11.   | Aéroport de Vinnytsia                     | Vinnytsia       | VIN/UKWW         | 52 942         | 60 873         | 15%       |
| 12.   | Aéroport de Kryvy Rih                     | Kryvyï Rih      | KWG/UKDR         | 32 504         | 21 964         | 32,4%     |
| 13.   | Aéroport de Rivne                         | Rivne           | RWN/UKLR         | 3 472          | 6 403          | 84,4%     |
| 14.   | Aéroport de Poltava                       | Poltava         | PLV/UKHP         | -              | 968            |           |
| 15.   | Mykolaïv                                  | Mykolaïv        | NLV/UKON         | -              | 256            |           |
| 16.   | Oujhorod                                  | Oujhorod        | UDJ/UKLU         | 182            | 250            | 37,4%     |
| Total |                                           |                 |                  | 16 499 500     | 20 545 500,    | 24.5%     |

## Galerie

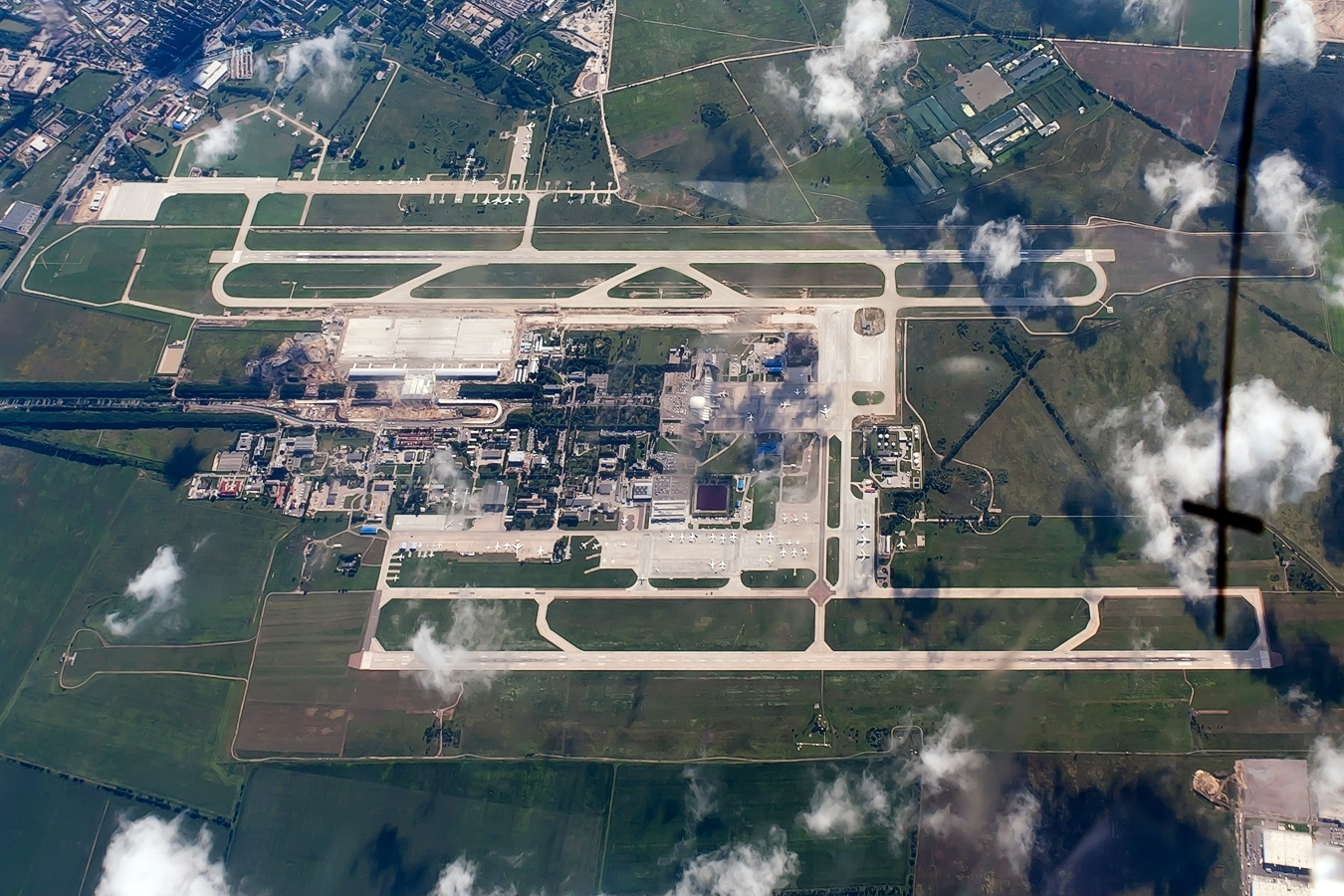
L'aéroport international Boryspil, de loin l'aéroport le plus fréquenté d'Ukraine
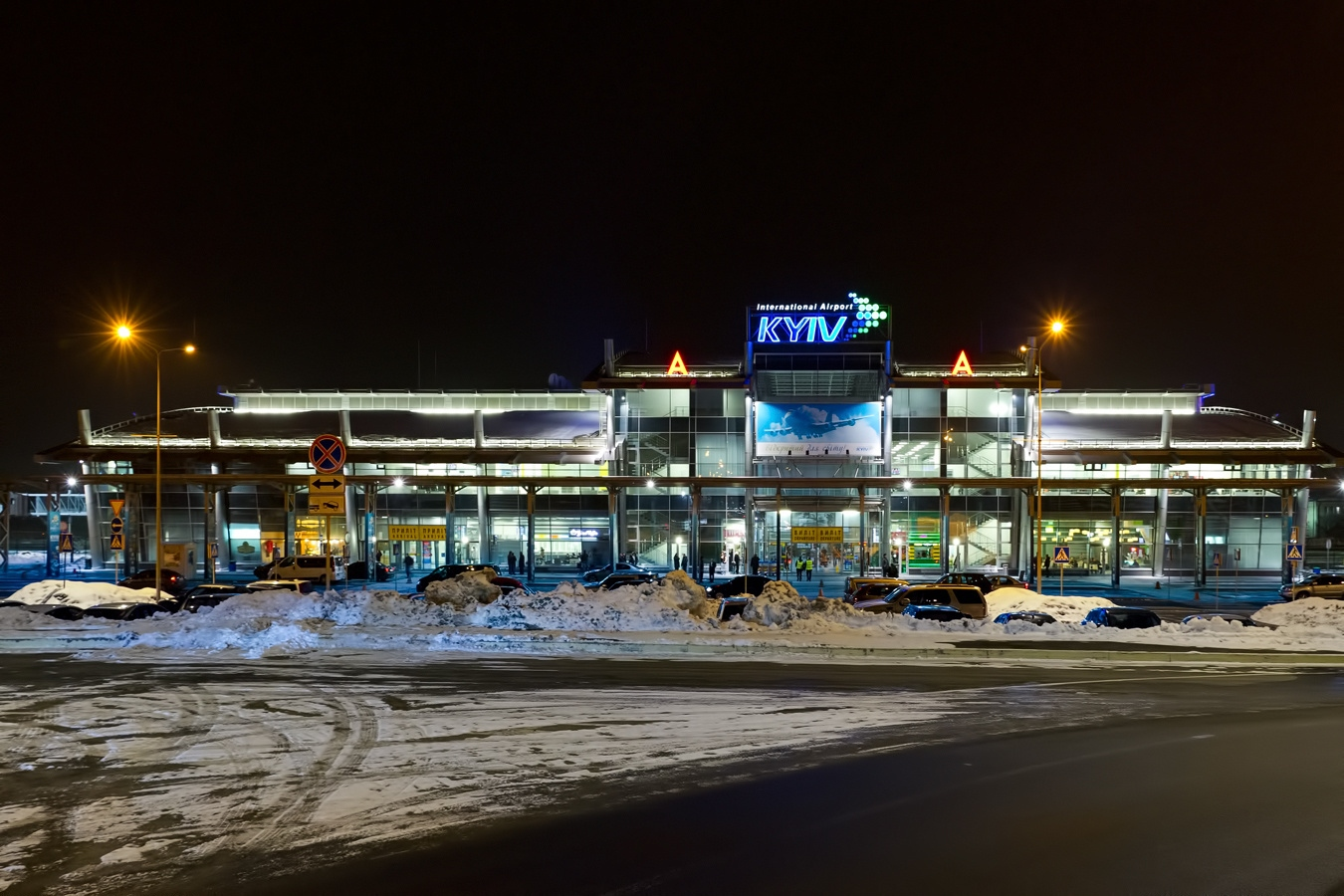
Aéroport international de Kiev (Jouliany), deuxième aéroport de Kiev, l'un des pôles les plus actifs de l'aviation d'affaires en Europe
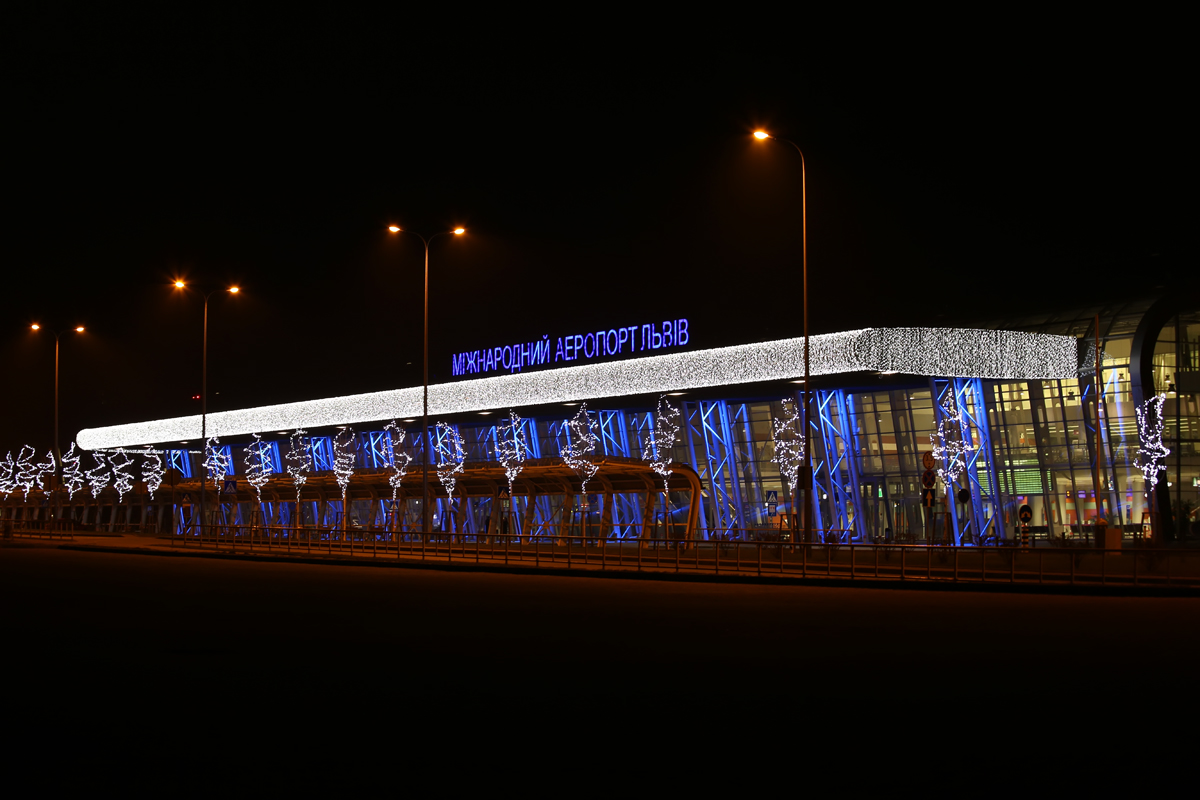
Aéroport international de Lviv
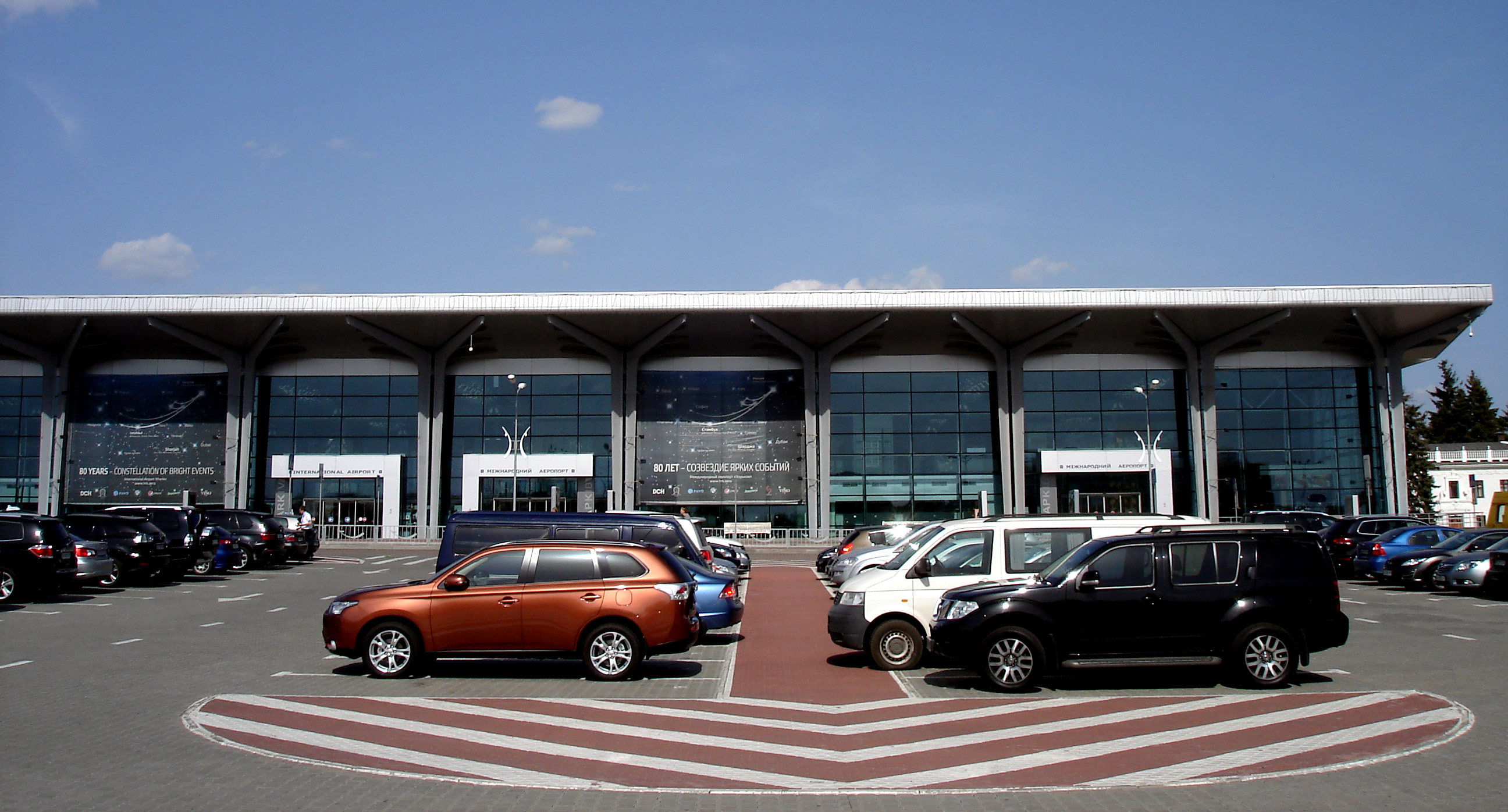
Aéroport international de Kharkiv
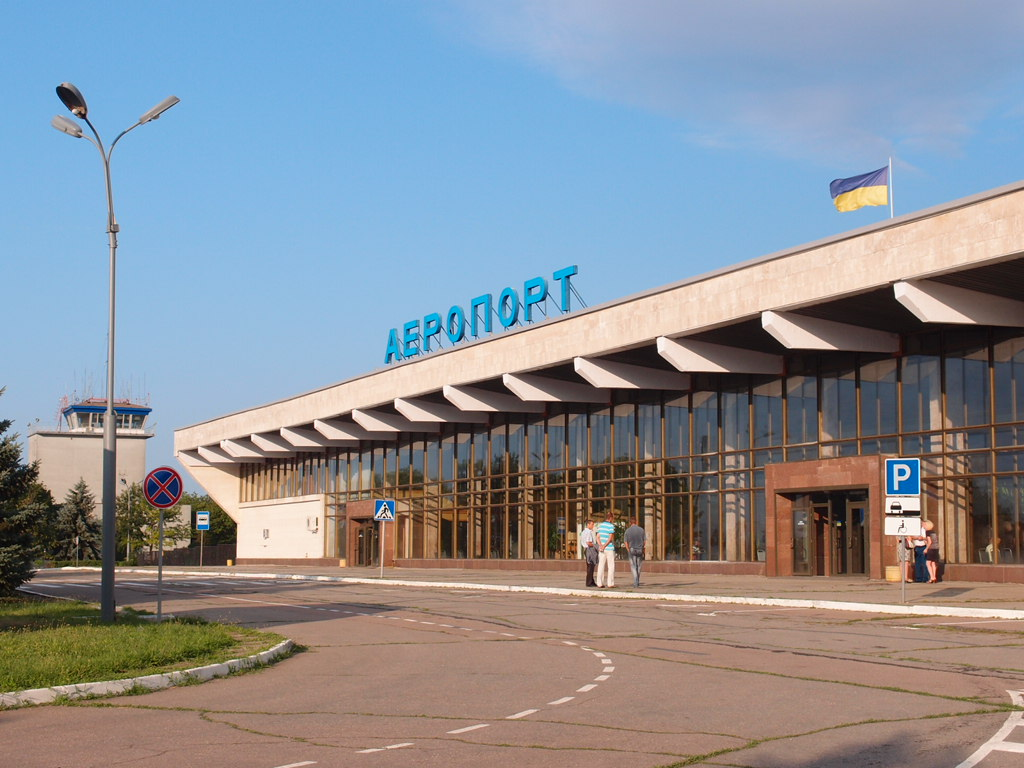
Aéroport international de Kherson
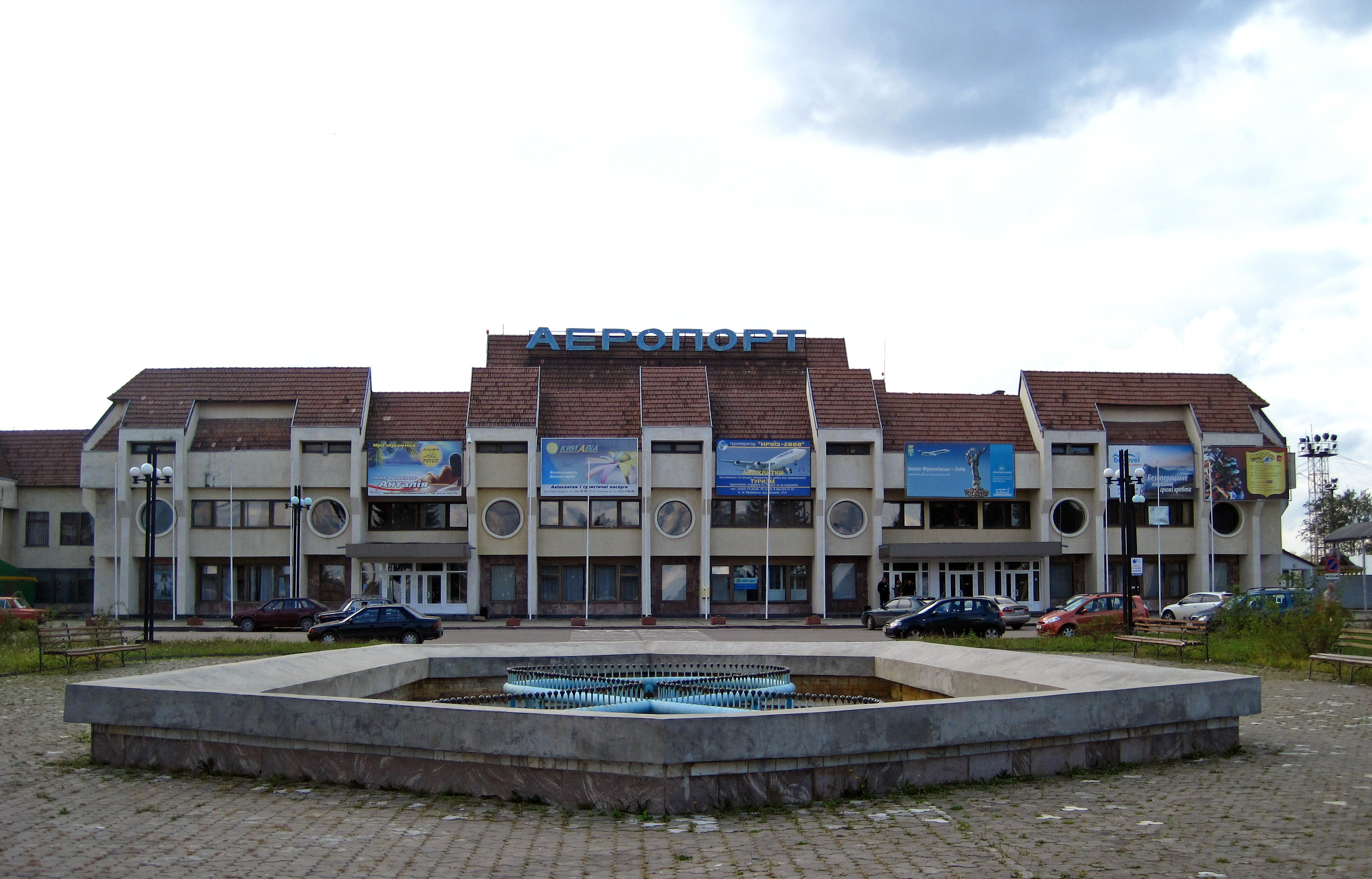
Aéroport international d'Ivano-Frankivsk
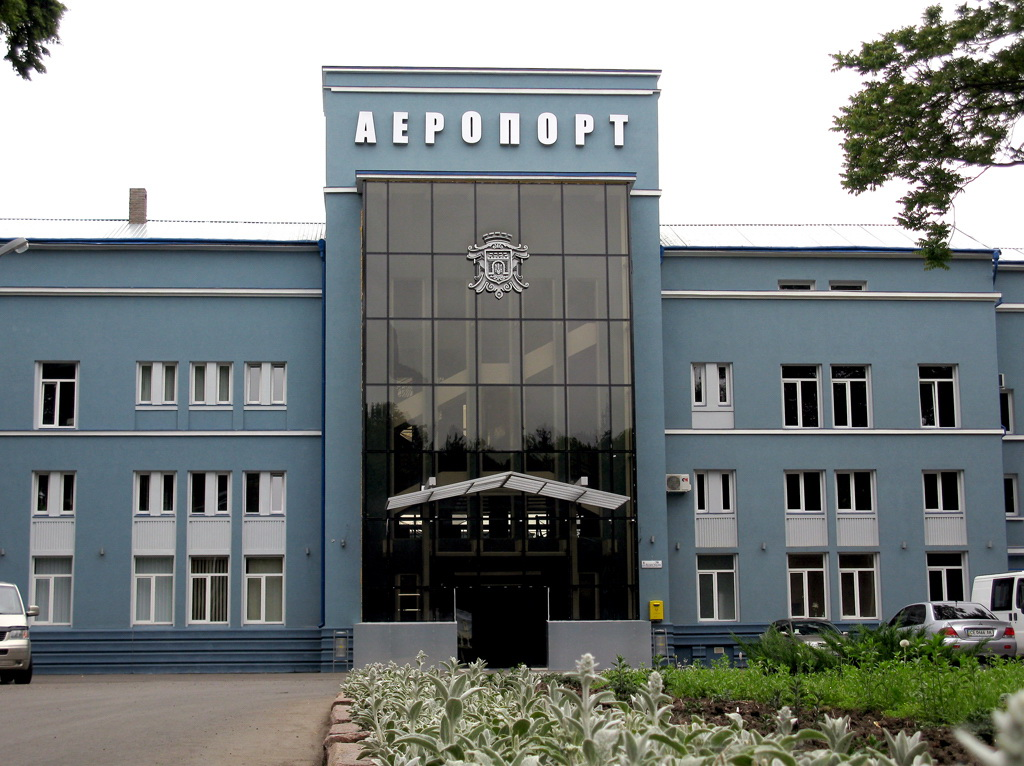
Aéroport international de Tchernivtsi